# Thug Matrix 3
Albums de Tragedy Khadafi
The Death of Tragedy
(2007) Pre-Magnum Opus
(2014)
Thug Matrix 3 est le septième album studio de Tragedy Khadafi, sorti le 20 septembre 2011.

## Liste des titres
| No  | Titre                                                                | Contient un (des) sample(s) de        | Durée |
| --- | -------------------------------------------------------------------- | ------------------------------------- | ----- |
| 1.  | Narcotic Lines (Produit par AraabMuzik)                              |                                       | 3:54  |
| 2.  | Ill-Luminous Flow (Produit par Now & Laterz)                         |                                       | 3:29  |
| 3.  | Black Prince (Produit par Ayatollah)                                 |                                       | 2:48  |
| 4.  | Free Thinkers (Produit par Shroom)                                   |                                       | 3:50  |
| 5.  | Each One, Teach One (Produit par Audible Doctor)                     | A Change Is Gonna Come d'Otis Redding | 1:43  |
| 6.  | Gorilla Warefare Status (featuring Killah Sha – Produit par Asmatik) |                                       | 3:10  |
| 7.  | The Wake Up (Produit par Booth)                                      |                                       | 2:59  |
| 8.  | Still Breathin' (Produit par Now & Laterz)                           |                                       | 3:50  |
| 9.  | Outstanding (Produit par Audible Doctor)                             |                                       | 1:57  |
| 10. | Best of Both Coast (featuring Killah Sha, King David et Planet Asia) |                                       | 4:16  |